# Stéphane Le Rudulier
Stéphane Le Rudulier, né le 9 décembre 1973 à Lille (Nord), est un homme politique français.
Maire divers droite de Rognac (Bouches-du-Rhône), de 2016 à 2020, il est élu sénateur de ce département en septembre 2020 sous l'étiquette Les Républicains.

## Biographie
En 1997, il fait ses débuts, à l'âge de 24 ans, chez Altran comme conseiller en organisation.
En 2003, il devient « conseiller technique »[Quoi ?] du maire divers droite de Rognac Jean-Pierre Guillaume, puis lui succède en 2016. Sous sa gestion, la municipalité connait un taux exceptionnellement élevé de démissions de ses agents. D'anciens salariés témoignent d'une « ambiance délétère » à la mairie, notamment due aux récurrentes crises de colère du maire ou de sa première adjointe.
Il obtient en 2011 un doctorat à l’Institut d'études politiques d'Aix-en-Provence avec une thèse sur le thème de « l’e-démocratie », dont la moitié est un plagiat, selon Le Monde.
En septembre 2020, il est élu au Sénat. Il cède alors son fauteuil de maire de Rognac à Sylvie Miceli-Houdais (UDI), son ancienne première adjointe, tout en conservant officieusement une grande influence sur les affaires de la mairie. Resté conseiller municipal, il présente une grande partie des délibérations, tandis que l'un de ses fils est recruté au sein du centre de supervision urbaine municipal.
Fin 2021, il devient porte-parole de la candidature d'Éric Ciotti au congrès des Républicains.
Le 4 août 2022, il est nommé à la tête de la fédération LR des Bouches-du-Rhône par le bureau politique du parti, fonction déjà assurée depuis les départs de la secrétaire départementale Martine Vassal et de Renaud Muselier, qui dès le 26 février 2022 avait annoncé soutenir Emmanuel Macron pour l'élection présidentielle : « C’est pourquoi je soutiendrai [Emmanuel Macron] et voterai pour [lui], après mûre réflexion et sans hésitation ».
C'est Stéphane Le Rudulier qui menait depuis mars 2022 la fédération LR des Bouches-du-Rhône, notamment lors des législatives de juin 2022, où elle est passée sous les 10 %, perdant ses cinq circonscriptions,, dans un département où l'abstention est massive, la 7e circonscription battant le record de France.
Lors du congrès des Républicains de 2022, Stéphane Le Rudulier soutient Bruno Retailleau, estimant que si sa ligne politique est proche de celle d'Éric Ciotti, Bruno Retailleau est plus rassembleur. Il choisit en août 2023 de participer à la rentrée politique de Gérald Darmanin à Tourcoing (Nord), plutôt qu’à celle d’Eric Ciotti au Cannet (Alpes-Maritimes). Il rejoint en 2024 le Rassemblement pour la région (RPR), un parti lancé cette même année par Renaud Muselier et rassemblant essentiellement des élus ex-LR passés à Renaissance.

## Prises de position
En décembre 2022 aussi, il défend une proposition de loi visant à inclure dans la loi de 1905 sur la laïcité les santons, les galettes des rois ou encore les œufs de Pâques.

### Au sein de son parti
En février 2023, il fait partie des critiques les plus virulents contre Aurélien Pradié, l'ancien numéro 2 du parti LR, partisan d'un retour à « la droite populaire » mais accusé d'intransigeance par le numéro un du parti Éric Ciotti sur les carrières longues dans le débat sur les retraites. Une semaine après l'éviction d'Aurélien Pradié, il déclare à l'Agence France-Presse qu'il « a agi plus par ambition personnelle pour une visibilité médiatique que sur le fond même de la réforme ».

### Interdictions spécifiques pour les HLM
Il dépose en juillet 2023 une proposition de loi afin d'interdire les HLM aux familles de mineurs reconnus coupables d'un crime ou d'un délit. Si ces familles occupent déjà une HLM, elles devront le libérer « dans les plus brefs délais » après la condamnation.

### Pénalisation de l’antisionisme
En octobre 2023, dans le contexte de l'attaque du Hamas contre Israël, il soumet un projet de loi visant à pénaliser l'antisionisme.

### Interdiction de partis politiques de gauche
Il appelle également à la dissolution de La France insoumise, du Nouveau parti anticapitaliste, de la Jeune garde antifasciste, des Indigènes de la République et de Révolution permanente pour « apologie du terrorisme et antisémitisme »,. Le député écologiste Benjamin Lucas dénonce « une dérive extrêmement grave […]. Aucun désaccord ne justifie de vouloir réduire au silence une formation politique républicaine, représentée au Parlement ».

### Volonté d’interdire les désistements lors des élections
Après les résultats du premier tour des élections législatives anticipées de 2024, il dépose une proposition de loi pour empêcher les désistements dans les triangulaires ou quadrangulaires pour faire barrage à l’extrême droite,, justifiant que ce sont des « tripatouillages » qui « maquillent le résultat ».

## Controverses

### Embauche d'un assistant parlementaire
Il embauche en 2020 en tant qu'assistant parlementaire à mi-temps Claude Filippi, diplômé d'études supérieures en aménagement du territoire, maire de Ventabren (Provence-Alpes-Côte d'Azur) de 2001 à 2022, condamné à la suite d'une altercation avec ses opposants qui distribuaient un tract anonyme. Peines annulées et réduites à une simple amende par la cour d'appel d'Aix-en-Provence le 02 octobre 2013, puis faisant l'objet en 2021 d'un signalement de l'opposition municipale par le biais de l’association Anticor pour « des opérations immobilières suspectes » au bénéfice de ses proches.

### Thèse en partie plagiée
Alors que Gérard Larcher, président du Sénat, l'appelle ostensiblement « professeur » quand il le croise, une vérification du quotidien Le Monde révèle de « sérieux soupçons de plagiat » en prouvant que « plus de la moitié de la thèse » qu'il a présentée résulte « de copiés-collés grossiers de sources antérieures », via une analyse de ce document, « consultables en version papier dans des bibliothèques d’Aix ». Cette vérification suit de plus d'un mois un long article dans le quotidien Le Monde montrant comment de nombreux députés « trafiquent leur propre fiche Wikipédia » mais sans citer Stéphane Le Rudulier et selon lequel les nombreuses retouches effectuées sur Wikipédia par des collaborateurs des députés « sont de bonne guerre », selon Fabricio Cardenas, présenté par l'article comme l’un des principaux contributeurs de Wikipédia. Selon l'article dans Le Monde, une biographie d'un député sur deux en a bénéficié.
Citée dans les versions initiales de sa biographie Wikipédia, son rattachement comme « membre associé » du Cherpa, un laboratoire de recherche rattaché à l’IEP d’Aix-en-Provence est jugé « purement théorique » par l'enquête dans Le Monde, car n'ayant « donné lieu à aucune recherche ou publication, faute de temps, comme le reconnaît lui-même l’intéressé ».

### Exclusion de Wikipédia après la coupe dans sa biographie
Selon un autre article dans Le Monde, il a écrit lui-même sa biographie sur Wikipédia, en contribuant 8 fois sous son propre nom, du 17 mars au 4 avril 2022, puis tenté le 17 juillet 2022 de supprimer en bloc les ajouts d'autres contributeurs lui déplaisant, concernant l'article du Monde sur le plagiat contenu dans sa thèse. Cette suppression est révoquée 12 minutes après et l'article mentionne immédiatement que son compte Wikipédia a été bloqué pour une durée indéterminée,.

### Utilisation d'argent public à des fins autres que le bien public
Le journal Le Monde rapporte que l'utilisation du sénateur LR de son avance de frais de mandat afin de couvrir certaines dépenses (stylos de luxe à plus de 900 euros, pochettes en cuir pour plus de 1 000 euros, cartable à 650 euros, achats de cigares pour près de 1 000 euros, restaurants de luxe) suscite des interrogations au sein du comité de déontologie de la chambre.
Le journal Marsactu révèle en 2024 que des dépenses s’élevant à plusieurs dizaines de milliers d'euros par an, sans lien apparent avec l'activité de la mairie, ont été effectuées aux frais de la municipalité de Rognac par l'ancien maire Stéphane Le Rudulier et sa successeuse Sylvie Miceli-Houdais,. Une enquête préliminaire est ouverte le 17 avril 2024 par le parquet d’Aix-en-Provence.

### Réforme des retraites

#### Proposition d'instituer plus de capitalisation
La contestation du projet de réforme des retraites se durcit dans son département des Bouches-du-Rhône, des syndicalistes affirmant que le gouvernement veut « supprimer le système par répartition pour mettre en place la capitalisation », après son amendement pour introduire une part de capitalisation dans le système des retraites, défendu sur les chaînes de télévision, avec le soutien de 30 de ses collègues.
Des brasiers ayant été allumés avec des poubelles et toutes sortes de détritus urbains place de la Concorde à Paris le 16 mars à Paris, il tente une « comparaison », jugée « excessive » par Le Figaro, avec les manifestations antiparlementaires du 6 février 1934, qui avaient fait 19 morts et plus de 2 000 blessés au même endroit, dans le sillage de l'affaire Stavisky.

#### Statistiques et faits contestés
En mars 2023, son nom apparaît dans plusieurs articles de vérification des faits,, émanant de Libération et France Info. Pour appuyer sa proposition de loi de limiter le droit de grève dans les raffineries et les transports de produits pétroliers à trois jours par semaine, il publie un graphique contesté affirmant que la France est « la championne du monde des grèves », amenant des chaînes de télévision à citer avec prudence des experts affirmant eux que « la comparaison est compliquée, car tous les pays ne comptabilisent pas les jours de grève de la même manière », en citant le cas des États-Unis, où « seules les grèves de plus de 1 000 employés sont comptabilisées » et de l'Espagne, où les grèves générales ne sont pas comptabilisées. Il fait au même moment partie avec Philippe Vigier, député Modem d’Eure-et-Loir, des quelques élus s'étant félicités, de manière erronée, d’avoir obtenu en commission mixte paritaire (CMP) que les carrières longues ne cotisent pas plus de 43 annuités, un  « nouveau pataquès, faisant un lien entre le feuilleton des carrières longues et le  désastre de la communication autour des 1 200 euros », selon le journaliste de Public Sénat Louis Mollier-Sabet.

### Conflit avec le Maire de Marseille
En novembre 2023, dans une interview au journal Le Figaro, Stéphane Le Rudulier accuse Benoît Payan, maire de Marseille, d'être « le plus grand responsable de l'ensauvagement de Marseille » et de se placer « du côté des trafiquants de drogue ». En réponse, Benoît Payan annonce trois jours plus tard porter plainte contre le sénateur pour injures et diffamation.